# 藤森桂谷
藤森 桂谷（ふじもり けいこく、1835年10月6日 - 1905年7月26日）は、南画の画家、歌人、啓蒙家。現在の長野県安曇野市出身。
桂谷は画家としての主たる号であり、俳句の雅号は「麦里」、和歌には本名の「寿平」「としひら」が使われている。その他、自作の絵には「南安迂農」「辛田」「雪蝶山人」「桑渓」「小倉山人」「新田迂農」など種々なオートグラフがある。

## 青年期
信濃国安曇郡成相新田町村（千国街道成相新田宿）に藤森郁三郎の長男として生まれる。幼名を厚、長じて寿平と名乗る。歌人であった父親の影響で少年時代から和歌を作り多くの歌を遺した。
成相新田宿の大庄屋である藤森一族の学問所となっていた同郡寺所村の細萱伝兵（漢学・書家）から読み書きを教えられ、長じて漢学は同郡中萱村の相馬古処、和歌は歌人丸山保秀の教えをうけ、絵は安政元年（1854年）、近郷の松本を訪れた伯耆出身の南画家古曳盤谷に入門した。
盤谷はいわゆる幕末の勤皇派派志士のひとりで、当時著名な詩人、歌人、画家を友人にもち、松代藩の佐久間象山とも親交があった。盤谷は、桂谷の才能を高く評価し、京都への遊学を勧め、画家、詩人、漢学者を紹介した。それを受けて桂谷は安政5年（1858年）、24歳で上洛し、漢詩を山中静逸、絵を南画家村山半牧、和歌を当時の桂園派歌人香川景恒（香川景樹の子）に学んだ。

## 壮年期
明治維新を迎えて、まず桂谷が考えたことは、万民等しく学問することによって文盲を無くすことであった。そこで1870年、同志と諮って松本藩知事（元藩主）にその趣旨を述べ、学校設置の建言書を出し、翌年からは私費をもって将来の人材育成の私塾を新田の法蔵寺境内に開き、高遠藩士であった高橋白山、続いて尾張藩木曽代官山村氏の家臣教育機関「菁莪館」の学頭を務めた武居用拙を家族ごと招いて、新しい時代の人材養成の実践を始め、やがてこの義塾からは自由民権運動家、代議士、教育者、地方自治の貢献者などが巣立っていった。
第2の実践は学校開設で、地元の新田・成相・本村の人々とはかり、1873年、法蔵寺に「成新学校」(本村の支校は大日堂)を始め、自らも師範講習所へ通って資格をとり教壇に立った。この学校は1876年3月当時、安曇文化の象徴とも言われた洋式の建物「豊科学校」になり、彼は校長として1880年まで在職している。
第3の実践は民権運動の具体化で、自由民権運動の講演会を豊科学校で開いた。なお、村会議場がないため、この学校の講堂で1879年9月豊科村第一回の村会が開かれ、彼は副議長を務めている。翌年には開設されたばかりの長野県会議員に当選し、県の文教政策（具体的には、財政難を理由に県議会が農学校の閉鎖する議案と同時に、議員給与の増額を提案したことに対して）に反対の意見を述べ、当時の新聞に「藤森桂谷の味噌なめ演説」（公職にあるものは、私利を捨てて味噌をなめてでも公のために尽くせ）として有名な記事となっている。また、郡区町村編制法施行に伴う南安曇郡設置の際、郡役所の豊科設置に尽力したとされる。
第4の実践は村人の啓蒙であり、その後、招かれて現長野県池田町の山村に「北山学校」という統合小学校を建てることから始まって、校長として子弟の教育ばかりでなく村人の啓蒙に力をそそぎ、村人に大きな感銘をのこした。この学校跡には大きな彰徳碑が建ち、村人がいまでもその徳をたたえている。

## 老年期
1886年、母親の死を機に教壇を去って画家一途の道を歩むのだが、ここにも独特の考えがあった。京都に勉学以来多くのいわゆる文人画の研究、模写を重ねるうち「従来の絵の道は、日本の真の景色、真景をもとにして描かれていない、これでは絵に力がないはずだ」ということに気がつき、かつて与謝蕪村が実践したように「写生修行の旅」を幕末から晩年まで何度もやって、その真景に基づいた作品を残している。1884年、国内の東洋絵画共進会に入賞、1894年、大日本美術協会評議員、1900年には菱田春草・横山大観と会い日本美術院会員となった。その間、幾多の過程の不運に遭いながらも、近代日本画への道をめざし、最後には上京して東京市浅草区神吉町の源良院にて制作中、絵筆を握ったまま没した。享年70。現在は新田公民館前に頌徳碑が建立されており、安曇野市の有形文化財有形文化財となっている。